# Damián Cornejo
Damián Francisco García de Labra Cornejo, más conocido como fray Damián Cornejo (Palencia, 27 de septiembre de 1629-Orense, 29 de abril de 1707), poeta religioso, festivo y erótico español.

## Biografía
Hijo de Mateo García de Labra, un asturiano natural de Paroro, y de Catalina Cornejo, de Toledo, nació en Palencia e ingresó a los catorce años en la orden franciscana, en el convento de Ocaña; allí y en el convento de Ciudad Real cursó Filosofía; pronto se halló vinculado a Alcalá de Henares, en cuya universidad fue profesor y enseñó materias graves; también ejerció como predicador y cronista de su orden (compuso cuatro gruesos volúmenes con la vida de San Francisco y sus primeros discípulos, obra muy alabada, reimpresa y continuada por otros autores) y llegó a ser obispo de Orense, donde falleció en 1707;  está enterrado en la Capilla 
Mayor de la Catedral orensana. 
Tras su muerte empezaron a reunirse colecciones de sus obras poéticas, de tema sacro algunas y muchas de asunto picante, satírico o burlesco, quizá compuestas en su mocedad, muchas de ellas atribuidas a Manuel León Marchante (ambos se conocían y habitaban en Alcalá y hay unos 71 poemas atribuidos a ambos). Son silvas, sonetos y décimas, no tanto redondillas, quintillas y romances, de estilo irónico y a veces metapoético y paródico, y no pocas veces desvergonzado. Acaso su obra maestra sea el poema «Pintura de un pueblo a donde zierto religioso fue a pedir el agosto»

## Obras
- Obras de Fray Damián Cornejo. Ms 5566 de la BNM, ed. Danièle et Michel Maurel, Université de Toulouse-Le Mirail, Maîtrise dactylographiée, 1970.
- Klaus Pörtl, "Das lyrische Werk des Damián Cornejo (1629-1707)", Ester Teil Müchner Romanistische Arbeitun, Munich, Wilhem Fink Verlag, 1978.
- Crónica seráfica y vida del glorioso patriarca San Francisco y de sus primeros discípulos, Madrid: Juan García Infanzón, 4 vols. impresos en 1682, 1684, 1686 y 1698; se reimprimió varias veces en el siglo XVIII y luego en el XIX con el título Vida del glorioso patriarca San Francisco de Asís, publicada por la V. Orden Tercera de Penitencia existente en el convento de religiosas franciscanas de la Puridad y S. Jaime de Valencia. Valencia: Imp. R. Ortega, 1884. La obra fue continuada por fray Eusebio González de Torres en otros cuatro volúmenes entre 1719 y 1737, y con un noveno tomo por Joseph Torrubir. De esta obra de Cornejo, muy extensa, se desgajaron e imprimieron por separado varias hagiografías aisladas de santos y santas franciscanas.